# Тридесет друга изложба УЛУС-а (1961)
Тридесет друга изложба УЛУС-а (1961) је трајала од 25. новембра до 7. децембра 1961. године. Одржана је у галеријском простору Удружења ликовних уметника Србије, односно у Уметничком павиљону "Цвијета Зузорић", у Београду.

## О изложби
Плакат и каталог изложбе је израдио Едуард Степанчић.
Радове за изложбу је одабрао Уметнички савет Удружења ликовних уметника Србије, у саставу:
1. Јефто Перић
2. Слободан Пејовић
3. Војислав Тодорић
4. Радомир Дамњановић
5. Гордана Поповић
6. Живорад Милошевић

## Излагачи

### Сликарство
1. Крста Андрејевић
2. Милош Бабић
3. Никола Бешевић
4. Емил Боб
5. Славољуб Богојевић
6. Вера Божичковић-Поповић
7. Милан Божовић
8. Ђорђе Бошан
9. Драга Вуковић
10. Синиша Вуковић
11. Милош Голубовић
12. Никола Граовац
13. Ксенија Дивјак
14. Мило Димитријевић
15. Заре Ђорђевић
16. Светислав Ђурић
17. Звонимир Зековић
18. Ксенија Илијевић
19. Мирјана Јанковић
20. Александар Јеремић
21. Гордана Јовановић
22. Милош Јовановић
23. Вера Јосифовић
24. Богомир Карлаварис
25. Милан Кечић
26. Радован Крагуљ
27. Јарослав Кратина
28. Лиза Крижанић-Марић
29. Шана Лукић
30. Мома Марковић
31. Милинко Миковић
32. Душан Миловановић
33. Живорад Милошевић
34. Бранко Миљуш
35. Милун Митровић
36. Петар Младеновић
37. Светислав Младеновић
38. Владислав Новосел
39. Зоран Павловић
40. Чедомир Павловић
41. Слободан Пејовић
42. Јефто Перић
43. Јелисавета Ч. Петровић
44. Миодраг Петровић
45. Васа Поморишац
46. Гордана Поповић
47. Мића Поповић
48. Мирко Почуча
49. Божидар Продановић
50. Бранко Протић
51. Благота Радовић
52. Маријан Савиншек
53. Светозар Самуровић
54. Феђа Соретић
55. Слободан Сотиров
56. Бранко Станковић
57. Милић Станковић
58. Боривоје Стевановић
59. Едуард Степанчић
60. Олга Тиран
61. Војислав Тодорић
62. Владислав Тодоровић
63. Стојан Трумић
64. Милорад Ћирић
65. Милан Цмелић
66. Славољуб Чворовић
67. Вера Чохаџић
68. Мила Џокић
69. Зуко Џумхур
70. Томислав Шебековић
71. Леонид Шејка
72. Милена Шотра